# Welsh Cup 1892-93
Welsh Cup 1892–93 var den 16. udgave af Welsh Cup, og turneringen havde deltagelse af 23 hold. Finalen blev afviklet den 3. april 1893 på The Cricket Field i Oswestry, hvor Wrexham AFC vandt 2-1 over de forsvarende mestre fra Chirk AAA FC. Dermed sikrede Wrexham AFC sig sin tredje triumf i Welsh Cup – de to første titler blev vundet i sæsonerne 1877-78 og 1882-83. Chirk AAA FC var i Welsh Cup-finalen for femte gang, men det var første gang at holdet måtte forlade finalen som taber.

## Resultater
Den forrige sæsons semifinalister, Chirk AAA FC, Shrewsbury Town FC, Westminster Rovers FC og Wrexham AFC, trådte først ind i turneringen i kvartfinalerne, mens de øvrige 19 klubber i første til tredje runde spillede om de sidste fire pladser i kvartfinalerne.

### Første runde
| Dato   | Kamp                                         | Res.  |
| ------ | -------------------------------------------- | ----- |
|        | Flint FC – Llandudno Swifts FC               | 0–2   |
|        | Carnarvon Ironopolis FC – Bangor FC          | 2–7   |
|        | Holywell FC – Portmadoc FC                   | w.o.  |
|        | Denbigh FC – Rhostyllen Victoria FC          | w.o.  |
|        | Brymbo Institute FC – Druids FC              | 2–2   |
|        | Whitchurch FC – Llanidloes FC                | w.o.  |
|        | Ellesmere FC – Newtown AFC                   | 0–5   |
|        | Wellington Town FC – Wellington St George FC | 1–2   |
|        | Ironbridge FC – Cardiff FC                   | w.o.  |
| Omkamp |                                              |       |
|        | Brymbo Institute FC – Druids FC              | 01–11 |

### Anden runde
| Dato         | Kamp                                          | Res. |
| ------------ | --------------------------------------------- | ---- |
|              | Llandudno Swifts FC – Bangor FC               | 2–0  |
|              | Rhostyllen Victoria FC – Rhosllanerchrugog FC | 2–2  |
|              | Newtown AFC – Llanidloes FC                   | 3–0  |
|              | Wellington St George FC – Cardiff FC          | w.o. |
| Omkamp       |                                               |      |
|              | Rhostyllen Victoria FC – Rhosllanerchrugog FC | 1–1  |
| Anden omkamp |                                               |      |
|              | Rhostyllen Victoria FC – Rhosllanerchrugog FC | 2–3  |

### Tredje runde
| Dato | Kamp                              | Res. |
| ---- | --------------------------------- | ---- |
|      | Llandudno Swifts FC – Holywell FC | w.o. |
|      | Rhosllanerchrugog FC – Druids FC  | 2–4  |

### Kvartfinaler
| Dato | Kamp                                     | Res.   |
| ---- | ---------------------------------------- | ------ |
|      | Llandudno Swifts FC – Shrewsbury Town FC | 4–0    |
|      | Druids FC – Westminster Rovers FC        | 1–0    |
|      | Wrexham AFC – Newtown AFC                | [0]2–1 |
|      | Chirk AAA FC – Wellington St George FC   | 9–0    |

### Semifinaler
De to semifinaler blev spillet på neutral bane.
| Dato | Kamp                              | Res. | Spillested                 |
| ---- | --------------------------------- | ---- | -------------------------- |
|      | Wrexham AFC – Llandudno Swifts FC | 2–1  | Flint                      |
|      | Chirk AAA FC – Druids FC          | 6–1  | Racecourse Ground, Wrexham |

### Finale
| Dato | Kamp                       | Res. | Tilskuere | Spillested                  |
| ---- | -------------------------- | ---- | --------- | --------------------------- |
| 3.4. | Wrexham AFC – Chirk AAA FC | 2–1  | 5.000     | The Cricket Field, Oswestry |